# Solar dos Cancelos
O Solar dos Cancelos, também designado por Quinta da Areeira e Solar dos Seixas, é um antigo solar situado na Rua dos Cancelos do Meio, na aldeia de Cancelos de Baixo, na freguesia do Poço do Canto,  no Município de Mêda.

## Arquitetura
É um solar de tipo barroco, edificado no século XVIII por ordem de Manuel de Seixas Moutinho.
O edifício, tem uma planta longitudinal, divide-se em dois pisos. A fachada principal é marcada pela abertura, a espaços regulares, de portas e janelas. No piso térreo dispõem-se seis portas, abrindo-se no andar nobre igual número de janelas, com moldura de volutas.
Em destaque, o pano principal do frontispício, onde se insere o portal, encimado por janela de sacada precedida por varanda de balaústres e brasão de armas.
Do lado direito foi edificada uma capela privativa da casa.